# Сирота казанська
«Сирота казанська» (рос. Сирота казанская) — російська кінокомедія 1997 року, знята режисером Володимиром Машковим на студії «НТВ-Профіт», його режисерський дебют. Прем'єрний показ відбувся 5 грудня 1997 року у Центральному будинку кіно у Москві.

## Сюжет
Молода сільська вчителька Настя, яка виросла без батька, публікує в газеті листа своєї матері, адресований якомусь Павлу, батькові Насті. Лист надісланий, проте надії на відповідь Настя майже не має. Але напередодні Нового Року у неї з'являється не один, а одразу трійця.

## У ролях
- Олена Шевченко ― Настя
- Микола Фоменко ― Коля
- Валентин Гафт ― фокусник
- Олег Табаков ― кухар
- Лев Дуров ― космонавт
- Михайло Філіпчук[ru] ― Демендеєв
- Віктор Павлов ― Вітя, перехожий
- Людмила Давидова ― продавчиня
- Тетяна Рогозіна ― провідниця

## Знімальна група
- Сценарист: Олег Антонов
- Режисер: Володимир Машков
- Оператор: Микола Немоляєв
- Художник: Олександр Боровський[ru]
- Композитор: Сергій Бондаренко
- Звукорежисерка: Катерина Попова-Еванс
- Продюсер: Ігор Толстунов[ru]
- Монтажерка: Віра Круглова

## Цензура
У 2015 році Національна рада з питань телебачення та радіомовлення України заборонила до демонстрації фільм через участь акторів, внесених до перекліку осіб, які створюють загрозу нацбезпеці України.

## Нагороди
- 1997 — Кінофестиваль дітячих фільмів у «Артекі» (Крим): Приз Ігору Толстунову[ru] за фільм
- 1998 ― Кінофестиваль дітячих фільмів у «Артекі» (Крим): Приз Миколі Фоменко та приз за найкращу жіночу роль Олени Шевченки

## Рецензії
- Иванова В.[ru] ― Вокруг сироты // Культура[ru], 30 декабря 1997
- Маслова Л.[ru] ― О праздничном торте, денежном круговороте и русском Голливуде // Искусство кино[ru], № 4, 1998